# WM SE (Unternehmen)
Die WM SE ist ein Familienunternehmen mit Sitz in Osnabrück. Das Unternehmen ist eines der führenden Unternehmen im Handel mit Kfz- und Nfz-Teilen, -Zubehör, Reifen, Werkzeugen und Werkstattausrüstung in Europa.

## Geschichte
Im Jahr 1945 wurde unabhängig voneinander die Wessels AG und die Müller Gruppe gegründet. Im Jahr 2001 schlossen sich die beiden Unternehmen zur Wessels + Müller AG zusammen. Im Jahr 2007 übernahm Hans-Heiner Müller die Anteile der WM AG von Franz Wessels. 2014 erfolgte  die Umfirmierung des Unternehmens zur WM SE mit Wechsel zur Rechtsform einer Europäischen Gesellschaft (SE: Societas Europaea).
2016 übernahm das Unternehmen die Trost AG. 2020 erfolgte die Erweiterung und Inbetriebnahme des Zentrallagers in Hedemünden.
Im Jahr 2022 übernahm die WM SE 100 Prozent der Anteile an der MTS MarkenTechnikService. Durch die Übernahme stieg die WM SE auch in das Marktsegment Fahrräder/E-Bikes ein.